# Stanisław Czerniewicz (jezuita)

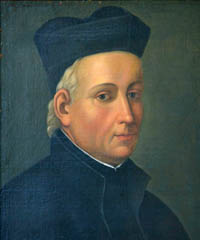
Stanisław Czerniewicz TJ

Stanisław Czerniewicz (ur. 15 sierpnia 1728 w Kownie, zm. 7 lipca 1785) – polsko-litewski duchowny katolicki (prezbiter), jezuita, rektor kolegium jezuitów w Połocku w momencie kasaty Towarzystwa Jezusowego (1773). Został wybrany Wikariuszem Generalnym Jezuitów na terenie Rosji w 1782 r.

## Początek kariery zakonnej
Po kształceniu zakonnym – filozofia (1747–50) oraz teologia (1753–57) na Akademii Wileńskiej – Czerniewicz wykładał gramatykę i poezję w kolegium jezuitów w Krożach (1750–53), zanim został wysłany do Rzymu, gdzie służył w Asystenturze polskiej Towarzystwa (1759–68). Tam zapoznał się z organizacją. W 1770 r. powrócił do Rzeczypospolitej Obojga Narodów, aby objąć stanowisko rektora kolegium w Połocku.

## Kasata Towarzystwa
W 1769 pod naciskiem Burbonów (zastosowano weto w stosunku do 23 kandydatów) papieżem został wybrany Klemens XIV, który został zmuszony do realizacji obietnicy likwidacji Towarzystwa Jezusowego. W 1772 zamknął on kolegium jezuickie w Rzymie, a następnie wszystkie ich domy i kościoły w krajach papieskich. Ostatecznym ciosem było jego brewe Dominus ac Redemptor, w którym uginając się pod presją polityczną zniósł oficjalnie, formalnie Towarzystwo Jezusowe we wszystkich krajach. Sposób przeprowadzenia kasaty zakonu określiła powołana 13 sierpnia 1773 specjalna kongregacja kardynałów i konsultorów do wykonania brewe kasacyjnego, ustanowiona przez papieża, która 18 sierpnia 1773 wydała odpowiednie szczegółowe pismo. Klemens XIV w brewe kasacyjnym zastrzegł jego ważność i moc wykonawczą na określonym terenie od decyzji monarchy panującego w danym kraju. Na terenie Rzeczypospolitej majątkiem pojezuickim z polecenia królewskiego zajęły się Komisje Rozdawnicze Koronna i Litewska.
Caryca Katarzyna II demonstrując swą niezależność od polityki Burbonów, na złość papiestwu, a także w uznaniu dla wysokiego poziomu edukacji w kolegiach, pozwoliła jezuitom pozostać na terenach pozyskanych rok wcześniej podczas I rozbioru Polski. Tamtejsi, głównie polscy, jezuici - a było ich wtedy 201, dalej pracowali jak po staremu. Na terenie państwa rosyjskiego zwoływali tymczasowe kongregacje od 1775, wybierając każdorazowo wikariusza generalnego z nadzwyczajnym pełnomocnictwem funkcji głównego przełożonego i tak wybrali (tymczasowego) wikariusza generalnego Stanisława Czerniewicza. On zaś w liście do następcy Klemensa XIV – papieża Piusa VI prosił o radę co do dalszego postępowania. Pius VI wyraził w odpowiedzi nadzieję, że „rezultat twej modlitwy, jak ja przewiduję, a ty pragniesz, może być szczęśliwy”. Od 1776 Czerniewicz począł gościć (byłych) jezuitów z innych krajów, a w 1779 r. dostał pozwolenie na otwarcie Nowicjatu w Połocku dla nowych kandydatów.

## Regionalna (Polska) Kongregacja I
Skoro to się działo nieoficjalnie, a on nie miał autorytetu nad zgromadzeniem, Czerniewicz zyskał pozwolenie u lokalnego biskupa i od Katarzyny, aby zwołać Regionalną (Polską) Kongregację, po to żeby móc wybrać Wikariusza generalnego Towarzystwa. Kongregacja się zebrała w 1782, a 17 października Czerniewicz został wybrany na Wikariusza generalnego z pełnomocnictwem przełożonego generalnego. Otwarcie nowicjatu i elewacja wikariusza spowodowały kryzys dyplomatyczny między Katarzyną a Burbonami w Europie, ale Caryca obroniła „swych jezuitów” za cichą zgodą Piusa VI.

## Wikariusz Generalny
Lojalny konstytucji ignacjańskiej, Czerniewicz po cichu przygotowywał odrodzenie Towarzystwa, prowadząc obszerną korespondencję z byłymi jezuitami we wielu krajach i informował ich o postępach na terenie Rosji. Jego zrozumienie mentalności rosyjskiej oraz wychowanie i poparcie Towarzystwa pomagały mu w rozważaniu jak radzić w bardzo trudnym okresie. Zmarł w lipcu 1785 r.